# 霍奇301

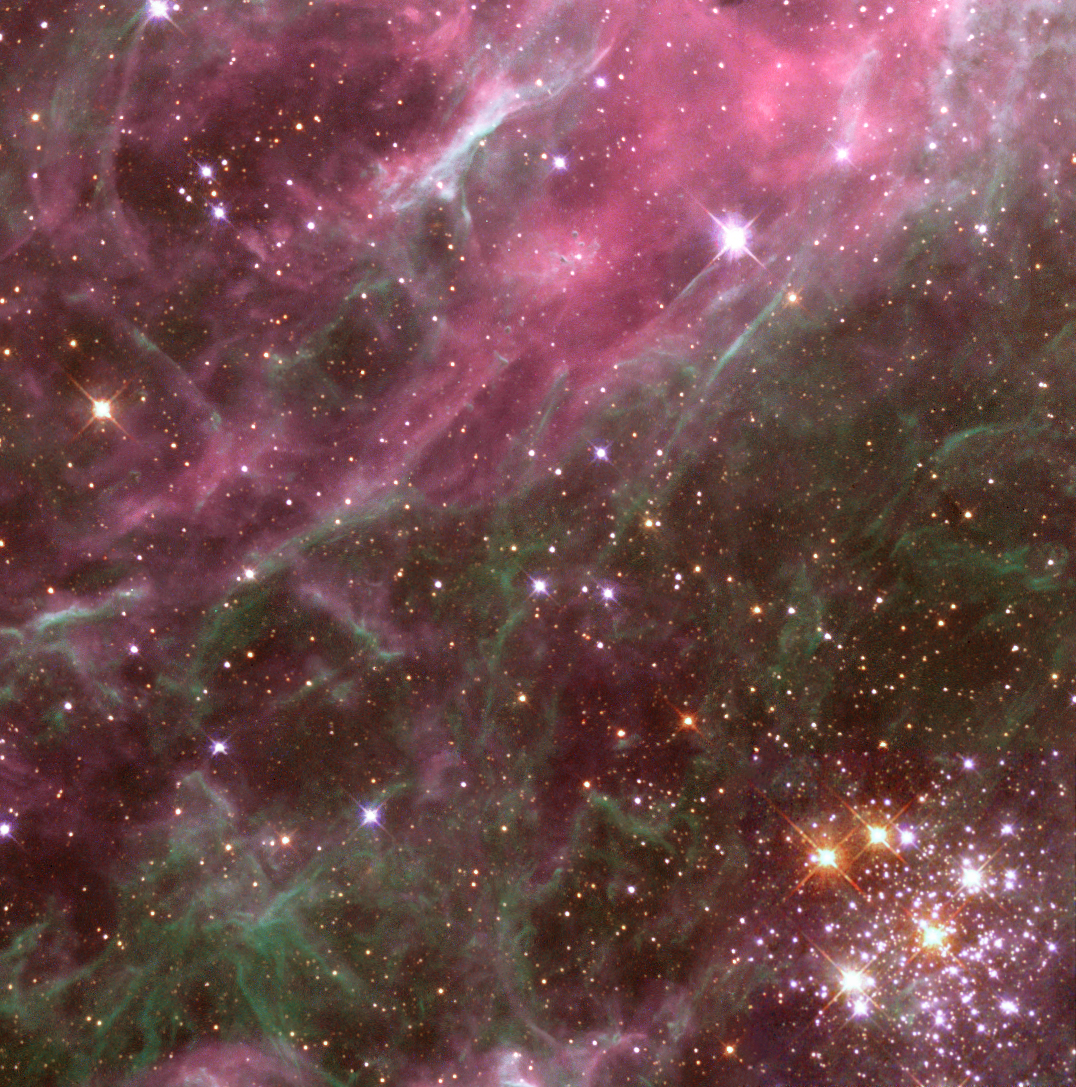
蜘蛛星雲中的霍奇301（右下）。

霍奇301（Hodge 301）是一個劍魚座蜘蛛星雲內南半球可見的疏散星團。該星團距離地球16萬8千光年，位於銀河系的衛星星系大麥哲倫星系。

## 概要
霍奇301和另一個星團R136是蜘蛛星雲內兩個主要的星團，在最近數百萬年內是大量恆星形成區域。R136位於蜘蛛星雲的中央，霍奇301則距離前者約150光年，在地球上所見後者在前者的西北方。霍奇301在約2000到2500萬年最近一波恆星形成中成形，比R136古老10倍以上。
自霍奇301形成至今，推測已有40顆恆星已成為超新星，造成星雲周圍氣體激烈運動，並輻射X射線。相較之下，R136因為相當年輕，尚無恆星成為超新星，並且會釋放高速的恆星風並與周圍氣體相撞。這兩個星團讓天文學家得以直接比較超新星爆炸和恆星風對星團周圍氣體的影響。

## 外部連結
- Hubble Space Telescope Heritage image: Hodge 301 （页面存档备份，存于）
- Hodge 301 at ESA/Hubble